# Anna Högberg
Anna Högberg (* 1985) ist eine schwedische Jazzmusikerin (Alt- und Baritonsaxophon, Komposition).

## Leben und Wirken
Högberg wuchs auf Ornö und in Härnösand auf. Sie wurde auf den Volkshochschulen in Birka und Fridhems ausgebildet und spielte Saxophon bei Captain Murphy, bevor sie von 2010 bis 2012 an der Musikhochschule Stockholm studierte. Sie spielte zunächst in Bands wie Pombo. Seit 2013 gehört sie zum Fire! Orchestra um Mats Gustafsson, Johan Berthling und Andreas Werliin, mit dem sie auch fünf Alben aufnahm (darunter Exit! und Echoes). In ihrem Punkjazz-Trio Doglife brennt sie „regelmäßig Drone-Feuerwerke ab, die von einer unbändigen Spielfreude und zwingenden Musikalität geprägt sind.“ Zusätzlich gründete sie das Sextett Attack!, mit dem sie 2016 in Schweden das gleichnamige Album präsentierte. Des Weiteren ist sie festes Mitglied des Quintetts Se och Hör, mit dem sie bis 2018 zwei Alben aufnahm und zu dem Niklas Barnö, Emil Skogh und Dennis Egberth gehören. Sie ist auch auf dem Album Shake (2015) von Mats Gustafssons Trio The Thing, auf Hidros 8: Heal (2022) von Gustafssons NU Ensemble und auf Forevergreens (2016) von Dan Berglunds Tonbruket zu hören.

## Diskographische Hinweise
- Doglife (Omlott 2014, mit Finn Loxbo, Mårten Magnefors)
- Attack! (Omlott 2016, mit Elin Larsson, Malin Wättring, Lisa Ullén, Elsa Bergman, Anna Lund)[4]
- Doglife Fresh from the Ruins (Omlott 2017, mit Mårten Magnefors, Finn Loxbo)
- Se Och Hör: Se Mig, Hör Mig, Känn Mig (Signal and Sound 2017), mit Niklas Barnö, Anna Högberg, Mattias Ståhl, Emil Skogh, Dennis Egberth
- The Big Yes! (Nakama 2019, mit Maria Bertel, Christian Meaas Svendsen, Ole Mofjell)
- Anna Högberg Attack Iena (Omlott 2020)
- Lisa Ullén, Anna Högberg: Step Up a Second (Disorder 2021)